# Garrigàs

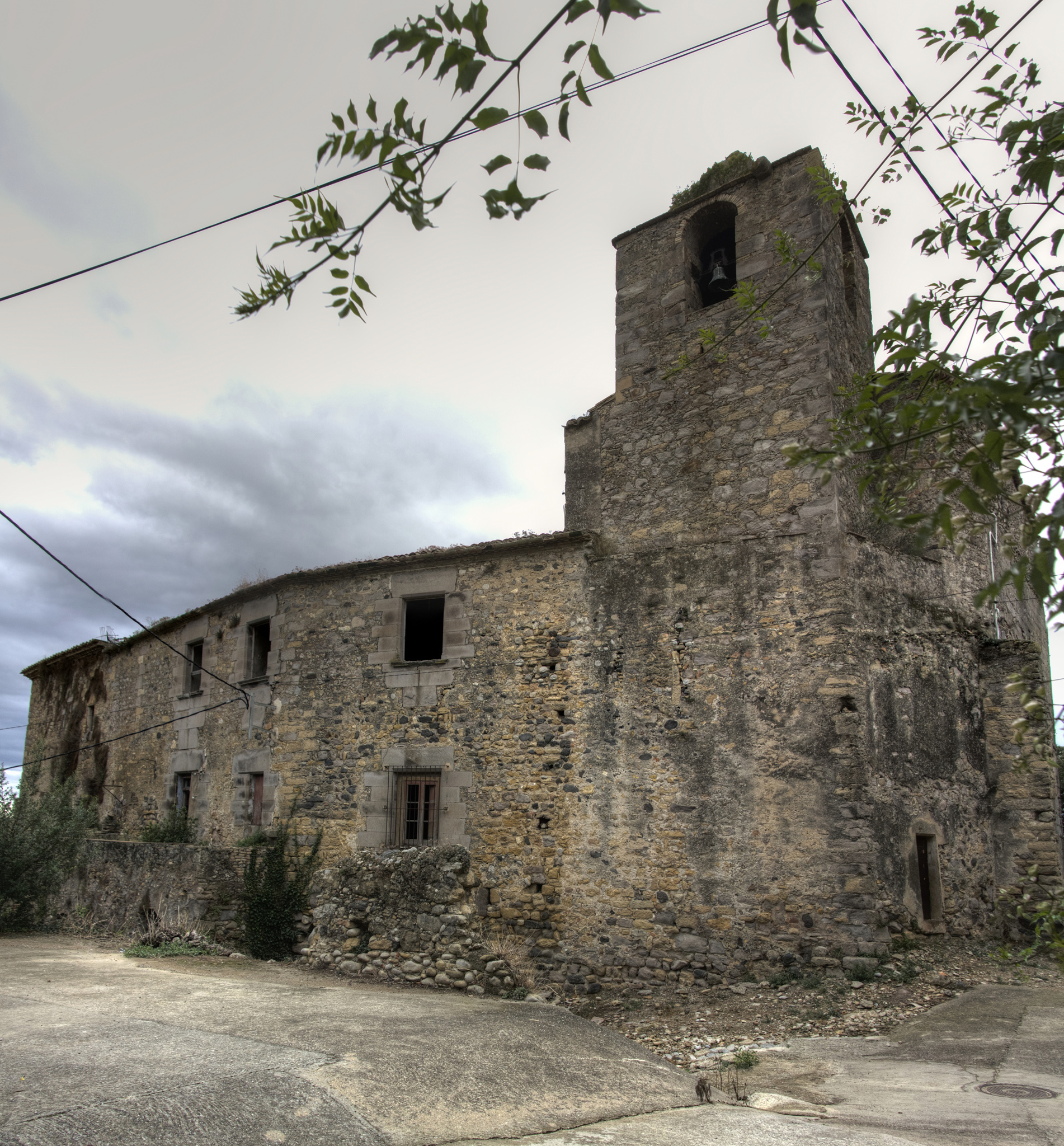
Kasteel van Arenys in Garrigàs

Garrigàs is een gemeente in de Spaanse provincie Girona in de regio Catalonië met een oppervlakte van 20 km². Garrigàs telt 435 inwoners (1 januari 2016).

## Demografische ontwikkeling
Bron: INE, 1857-2011: volkstellingen
Opm.: In 1857 werden de gemeenten Arenys de Ampurdá, Armadas en Vecindario de Tuñá aangehecht